# Angus Og MacDonald
Angus Óg MacDonald (mort en 1318) (gaélique Aonghas Óg MacDomhnaill), seigneur de Kintyre puis d'Islay & Seigneur des Îles vers 1299 à 1318.

## Origine
Angus Og MacDonald est le fils cadet de Angus Mór MacDonald et d'une fille anonyme de Cailean Mór ancêtre du Clan Campbell. Il est donc le petit-fils de Domhnall mac Raghnaill le fondateur éponyme du Clan MacDonald.

## Seigneur des Isles
Après la mort de leur père en 1296, Angus était comme son frère Alasdair Óg, seigneur d'Islay, un partisan de Jean d'Écosse. Son frère aîné étant par ailleurs lié à cette faction en vertu de son mariage avec Juliana une fille d'Alexandre MacDougall d'Argyll (mort en 1310) , le chef du Clan MacDougall.
Lorsqu'après la bataille de Methven le 19 juin 1306 Robert Ier Bruce vaincu se replie dans l'ouest de l'Écosse, il trouve un asile dans le Kintyre, fief d'Angus Og, après une nouvelle défaite face à John MacDougall de Lorne lors de la bataille de Dalrigh (11 juillet/août 1306). En effet Aongus Og MacDonald est un ennemi personnel de son parent le seigneur d'Argyll et de Lorne et il accorde l'hospitalité au roi en fuite dans son fief de Dunaverty (août 1306). Pour plus de sécurité Aongus cache ensuite Robert Bruce dans l'île de Rathlin, où le roi est abrité par Hugh Byset, le seigneur local (septembre 1306). Aongus assiste ensuite Robert Ier lors de l'attaque sur le comté de Carrick en février 1307, quand Bruce reprend pied dans son domaine patrimonial.
Après avoir établi son pouvoir royal, le roi Robert Ier accorde de grands fiefs à ses partisans et il octroie à Aongus outre ceux antérieurement détenus par son frère aîné comme Islay, la plupart de ceux du Clan MacDougall. C'est une étape décisive dans la montée en puissance du Clan Donald au détriment du clan MacDougall.
Selon certaines hypothèse Alexandre Ier MacDonald (i.e: Alasdair Óg), doit se rendre au roi Robert Ier et est retenu prisonnier dans le château de Dundonald en Ayrshire, où il serait mort en 1309. En tout état de cause ses biens sont confisqués, ses fils déshérités et ses domaines attribués à son frère cadet, Angus Og.
En 1314 Angus Og combat vaillamment, à la tête d'un fort contingent de guerriers des îles, lors de la bataille de Bannockburn En reconnaissance de cette action Robert Ier proclame que le Clan MacDonald devra désormais lors des combats tenir la position honorifique de l'aide droite de l'armée écossaise. Angus obtient également un accroissement sensible de ses domaines avec la seigneurie de Lochaber qui avait appartenu à la famille Comyn et également sur la terre ferme Durrour et Glen Coe, ainsi que les îles de Mull, Jura, Coll Tiree, etc., qui faisaient partie du patrimoine du clan MacDougall.

### Décès
On considère traditionnellement que Aonghas Óg meurt en 1330 au Château Finlaggan sur Islay et est inhumé à Iona sépulture traditionnelle des anciens rois de Dal Riata. Toutefois il semble beaucoup plus probable que comme Michael Brown on doit l'identifier avec le « Mac Domnhaill ri Oirear Goidel » c'est-à-dire le « roi d'Argyll » tué selon les annales d'Ulster aux côtés d'Édouard Bruce en Irlande en 1318

## Union et postérité
Angus Og épouse Agnès fille de Guy O'Cathan d'Ulster dont :
- John MacDonald d'Islay 1er Seigneur des Îles ;
- Mary MacDonald épouse de William III 5e comte de Ross seigneur de Skye ;
- Fingola MacDonald épouse de John Stuart ;
- Iain Fraoch MacDonald (mort en 1358) ancêtre des MacDonald de Glencoe.